# Mineichi Kōga
Mineichi Kōga (古賀 峯一, Koga Mineichi, Arita, 25 de setembro de 1885 – próximo de Cidade Davao, 31 de março de 1944) foi um militar japonês que serviu como almirante na Marinha Imperial Japonesa e foi comandante em chefe da Frota Combinada por um tempo.

## Biografia
Koga nasceu no famoso centro de cerâmica de Arita no condado de Nishimatsuura da Prefeitura de Saga em 1885. Ele entrou na 34ª turma da Academia Naval Imperial Japonesa e se formou em 1906, classificado em 14º entre 176 cadetes.
Ele serviu como aspirante no cruzador Matsushima em uma viagem de longa distância de treinamento de navegação: Honolulu, Hilo, Wellington, Brisbane, Palm Island, Queensland, Batavia, Singapura, Mako, Tsingtao, Port Arthur, Dairen, Chemulpo, Chinkai, Busan e Kagoshima. Em seu retorno, ele foi comissionado como alferes e designado para o Katori, seguido por Otowa e Suma.
Como subtenente serviu no Soya e Aki, e como tenente desde 1911, serviu no Kashima.
Depois de frequentar o Escola de Guerra Naval (Japão), Koga ocupou cargos em terra após sua graduação e promoção a tenente comandante em 1917. Em 1920, não vendo nenhuma ação durante a Primeira Guerra Mundial, Koga tornou-se oficial residente na França. Ele voltou em 1922 para se tornar o diretor executivo do Kitakami. Em sua promoção a capitão em 1º de dezembro de 1926, Koga foi novamente destacado para a França, onde serviu como adido naval em Paris até 1º de novembro de 1928.
Chamado de volta ao Japão em 1930 e recebendo o comando da Estação Naval de Yokosuka, Koga comandou o cruzador pesado Aoba de 31 de dezembro de 1930, e o encouraçado Ise de 31 de dezembro de 1931, até sua nomeação como contra-almirante em 31 de dezembro de 1932 e transferência para ser Chefe da Divisão de Inteligência do Estado-Maior General da Marinha Imperial Japonesa em 1933.
Koga tornou-se vice-chefe do Estado-Maior da Marinha e foi promovido a vice-almirante em 31 de dezembro de 1936, pouco antes do início da Segunda Guerra Sino-Japonesa em 1937.
Comandante da 2ª Frota do IJN em 1939, Koga foi colocado no comando da Frota de Área da China em 1 de setembro de 1941. Koga compartilhou as dúvidas de Yamamoto sobre a guerra com os Estados Unidos, mas discordou de Yamamoto quanto ao uso da aviação naval, permanecendo uma empresa defensor do encouraçado até que eventos posteriores na Guerra do Pacífico provaram sua posição desatualizada.

## Batalha de Hong Kong
Com o início da Guerra do Pacífico, Koga comandou operações navais durante a Batalha de Hong Kong de 9 de dezembro de 1941 até o final do mês.

## Comandante em Chefe

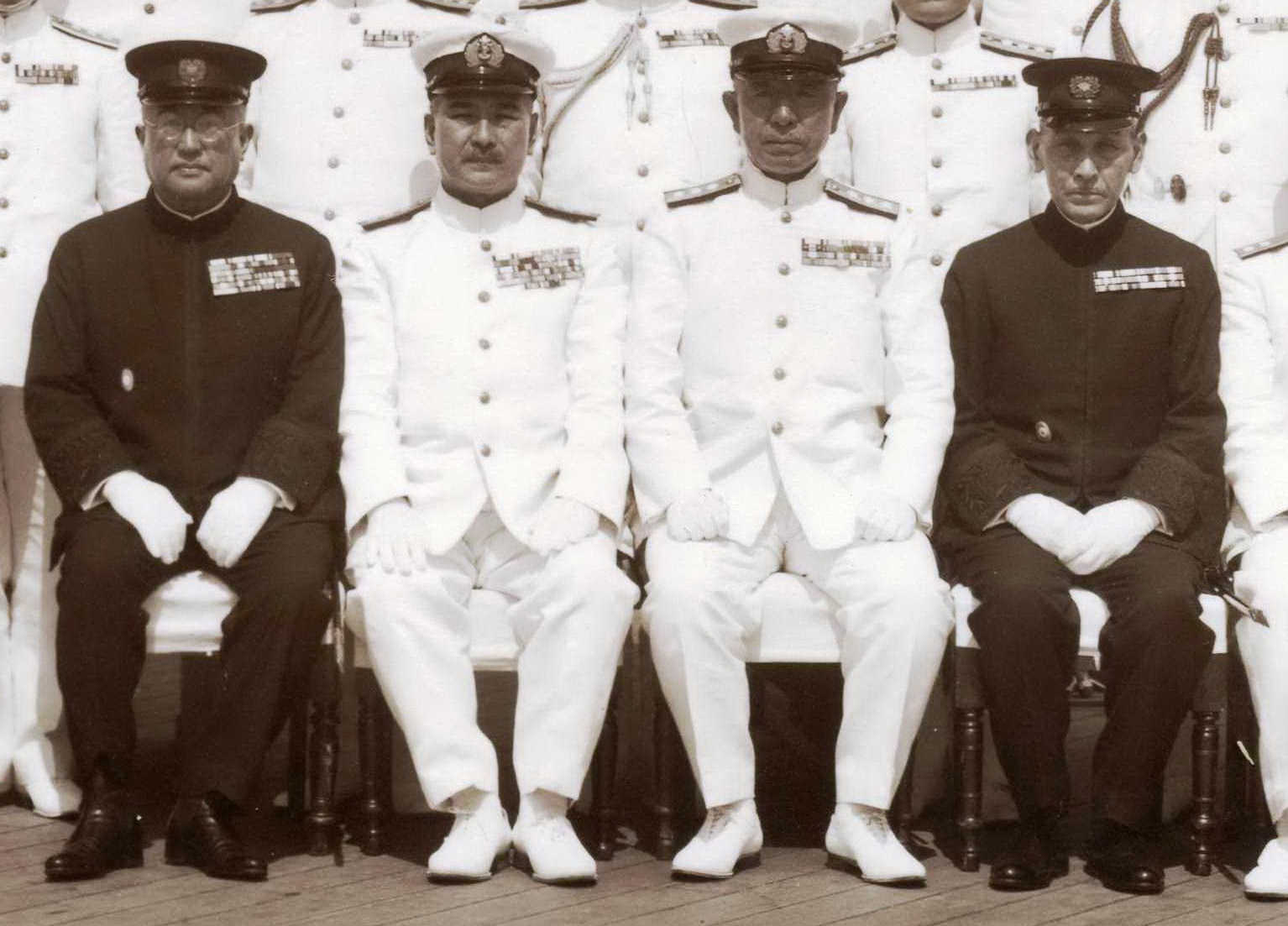
Tsuneo Matsudaira, Shigetarō Shimada, Mineichi Koga e Saburō Hyakutake no convés do encouraçado Musashi, junho de 1943

Após a morte do Almirante Isoroku Yamamoto em 18 de abril de 1943, Koga sucedeu Yamamoto como Comandante em Chefe da Frota Combinada. Seu carro-chefe era o encouraçado Musashi. Koga tentou revitalizar as operações navais japonesas pela reorganização da Frota Combinada em forças-tarefa construídas em torno de porta-aviões em imitação da Marinha dos Estados Unidos, e organizou uma frota aérea naval baseada em terra para trabalhar em coordenação com os porta-aviões. Operacionalmente, ele pretendia montar uma contra-ofensiva agressiva, primeiro nas Aleutas para diluir as forças americanas e, eventualmente, atrair a frota americana para um grande confronto naval no final de 1943. No entanto, as perdas de aeronaves japonesas em terra e porta-aviões no sudoeste do Pacífico forçaram a retirada japonesa das Ilhas Salomão para o aero- complexo da base naval em Rabaul no Bismarcks no final do ano, e a derrota simultânea nas Ilhas Gilbert do Pacífico Central naquele mesmo outono. Koga gradualmente adotou uma postura mais conservadora, tentando conservar suas forças restantes para uma batalha decisiva para infligir o máximo de dano aos americanos quando eles se aproximaram das 'Linhas de Defesa Internas' das Marianas e Filipinas (codinome "Plano Z"). Uma mudança estratégica adicional no final de 1943 foi o estabelecimento do Comando da Grande Escolta de comboios mais bem organizados e aumento de navios ASW em face dos ataques cada vez mais bem-sucedidos de submarinos dos EUA nas rotas de navegação do Império, embora isso não fosse suficiente para evitar o colapso da marinha mercante japonesa no ano seguinte.

## Morte
Koga foi morto quando seu avião, um Kawanishi H8k ("Emily") barco voador, caiu durante um tufão entre Palau e Davao enquanto supervisionava a retirada da Frota Combinada de sua sede Palau em 31 de março de 1944. Seu chefe de gabinete, o vice-almirante Shigeru Fukudome sobreviveu a cair em um segundo avião ao largo de Cebu e foi mantido em cativeiro por guerrilheiros filipinos, durante os quais os planos de batalha de Koga chegaram às mãos dos Aliados. Sua morte não foi anunciada até maio de 1944, quando foi formalmente substituído pelo almirante Soemu Toyoda.

Koga foi promovido a marechal almirante postumamente e recebeu um funeral oficial. Seu túmulo está no Cemitério Tama, nos arredores de Tóquio.